# Trąba wodna

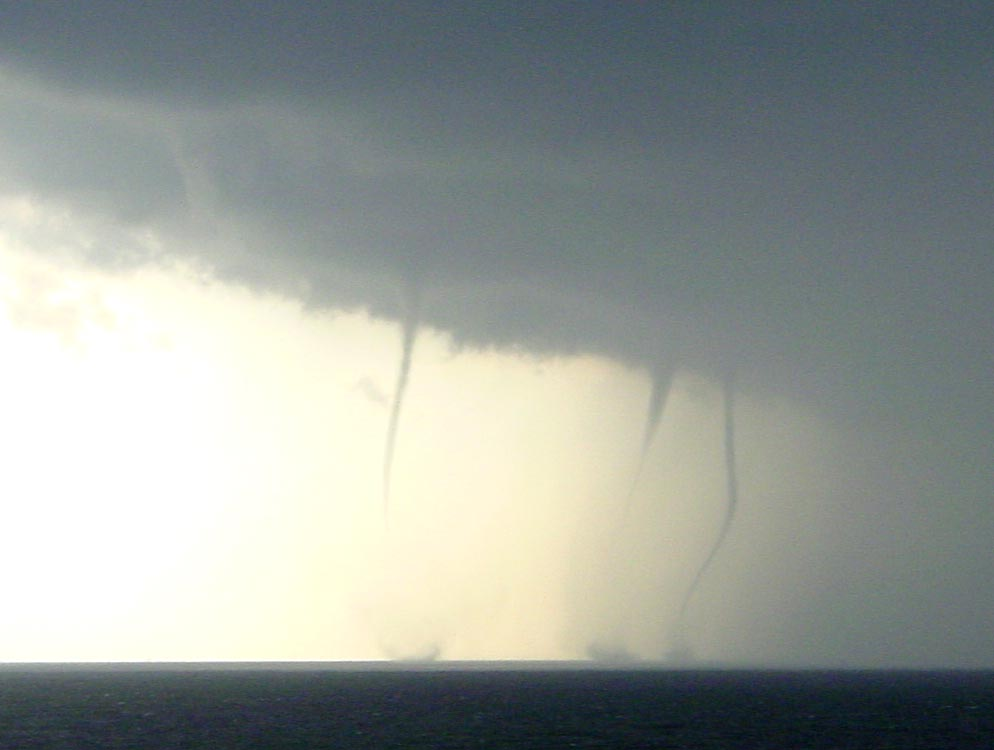
Trąby wodne widziane z plaży Kijkduin w okolicach Hagi, 27 sierpnia 2006

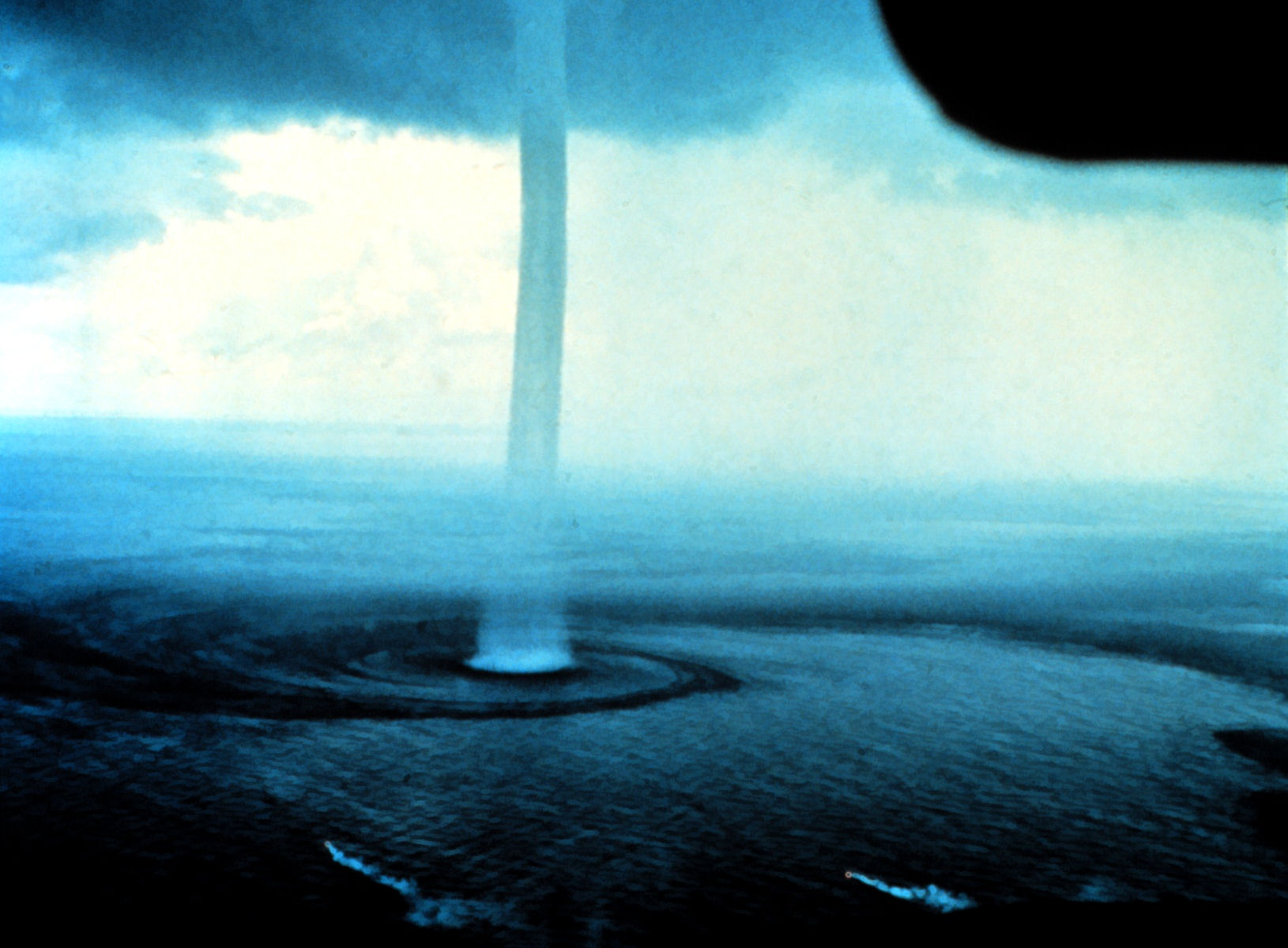
Trąba wodna u wybrzeży Florydy

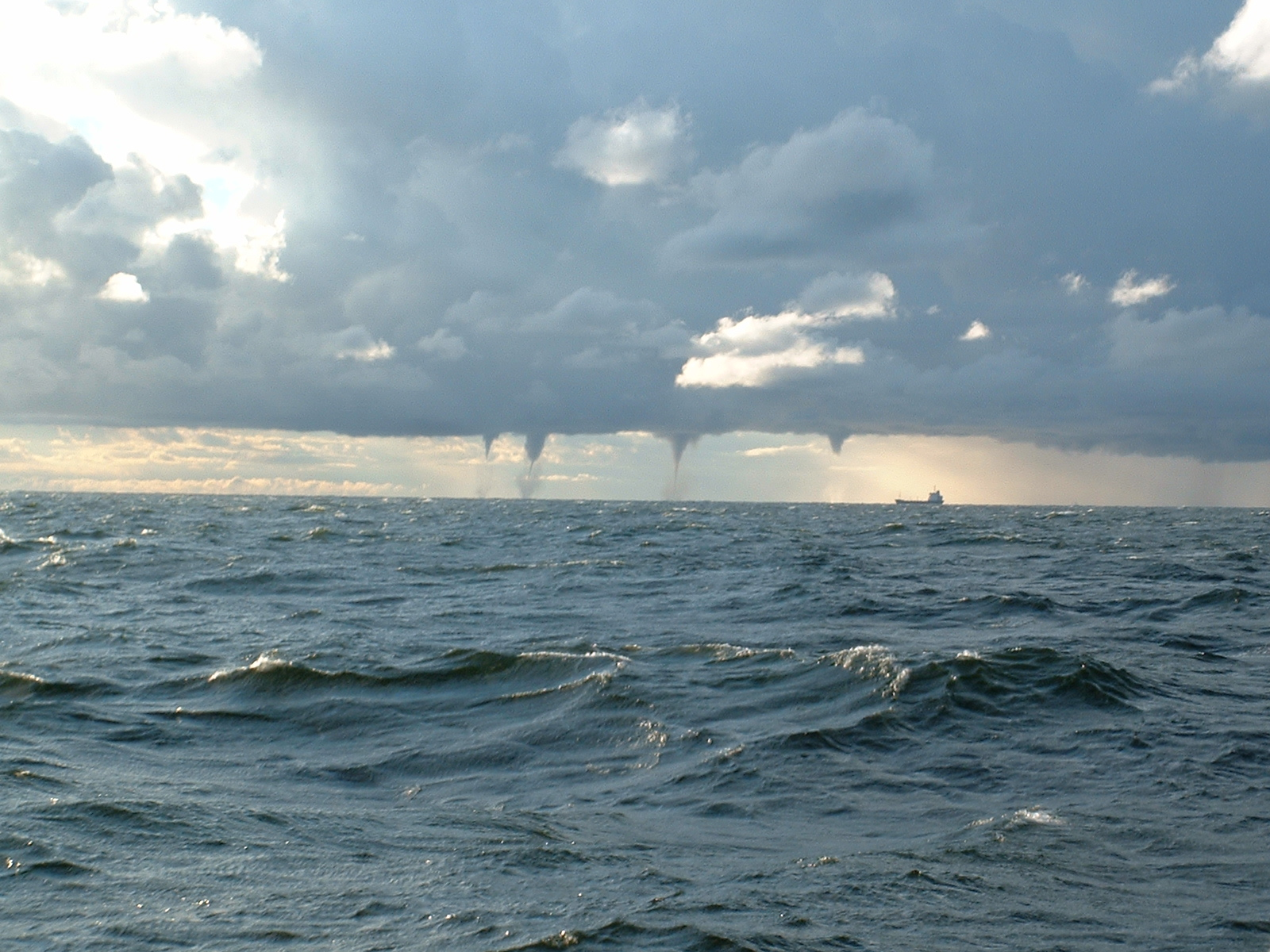
Trąby wodne nad Bałtykiem

Trąba wodna, trąba morska – rodzaj trąby powietrznej, występującej nad powierzchnią zbiornika wodnego (oceanu, morza lub dużego jeziora). Przybiera wygląd wąskiego lejka, odwróconego stożka lub kolumny, wyrastających z podstawy chmury Cumulonimbus lub Cumulus congestus, wydłużających się w kierunku powierzchni wody.
Zjawisko to występuje najczęściej między późną wiosną a wczesną jesienią, ale teoretycznie może się pojawić o każdej porze roku i doby. Jest zwykle krótkotrwałe (czas „życia” trąby wodnej to średnio 5–10 minut, maksymalnie około godziny). Najwięcej trąb tworzy się nad wodami w strefach tropikalnych i subtropikalnych. Często równocześnie występuje kilka trąb wodnych obok siebie. Próby pomiaru prędkości wiatru wewnątrz wiru wykazały, że wartości mieszczą się w zakresie od 15 do 85 m/s (od 54 do 306 km/h), przy czym należy wyraźnie zaznaczyć, że większość wirów ma maksymalne prędkości wiatru bliższe dolnej granicy zakresu, odpowiadające kategorii F0 w skali Fujity. Szacunki prędkości przemieszczania się trąb wskazują na wartości od kilku do maksymalnie 64–80 km/h, jednak w większości przypadków trąby wodne przemieszczają się bardzo powoli. Średnice lejów wahają się w przedziale od kilku do około 100 m (rzadko więcej). Wbrew obiegowej opinii, lej trąby wodnej nie składa się z wody morskiej, zasysanej w górę, na dużą wysokość, ale jest w rzeczywistości chmurą skondensowanych, mikroskopijnych kropel wody.

## Mechanizm powstawania
Pod względem mechanizmu powstawania trąby wodne przypominają słabe tornada. Zdecydowana większość to jednak wiry niezwiązane z mezocyklonem i ograniczone do dolnych warstw atmosfery, choć możliwe jest uformowanie się tornada superkomórkowego nad wodą, i takie zjawisko też zostanie nazwane trąbą wodną. Kiedy „lądowa” trąba powietrzna dociera nad morze, także staje się trąbą wodną. I odwrotnie, trąba wodna może stać się „lądową” trąbą powietrzną, choć w większości takich przypadków wir wkrótce się rozprasza (większość trąb morskich to relatywnie słabe wiry niezwiązane z superkomórką burzową). Warunki sprzyjające rozwojowi trąb morskich to: ciepłe, wilgotne, niestabilne, wznoszące się powietrze, gwałtowny rozwój chmury konwekcyjnej, występowanie w najniższych warstwach troposfery poziomej konwergencji wiatru oraz obecność wystarczająco silnej i skoncentrowanej rotacji w atmosferze. Obserwacje wykazały, że większość trąb przejawia podobny cykl rozwoju:
1. Pojawienie się ciemniejszej, okrągłej plamy na powierzchni wody, która wyznacza punkt styku wiru z powierzchnią wody.
2. Uwidocznienie się rotującej spirali wokół plamy.
3. Uniesienie się chmury rozpylonych kropel wody nad plamą, rozwój leja kondensacyjnego.
4. Etap „dojrzały”, z najlepiej rozwiniętymi i widocznymi: lejem kondensacyjnym i chmurą rozpryskiwanych przez wiatr kropel wody morskiej.
5. Etap rozpraszania – zanik leja i chmury kropel wody.